# Armenien i Eurovision Song Contest 2012
Armenien skulle ha deltagit i Eurovision Song Contest 2012 i Baku i Azerbajdzjan. ARMTV anmälde sitt deltagande den 17 januari 2012 och Armenien var därmed det sista landet att göra det. Den 7 mars 2012 drog sig landet ur tävlingen.

## Internt val
Den 30 januari meddelade ARMTV att man skulle välja sin artist och låt internt. En expertjury bestående av musiker och producenter skulle vara med och bestämma ett bidrag som skulle meddelas inte senare än den 18 mars. Landet lottades till att delta i den andra semifinalen den 24 maj. Den 7 mars meddelades det dock att landet valt att dra sig ur tävlingen. På grund av att ARMTV valde att inte delta år 2012 kommer varje semifinal bestå av 18 länder istället för 18 i den ena och 19 i den andra. Det var länge osäkert om landet skulle delta redan innan de först bekräftade sitt deltagande på grund av konflikterna kring Nagorno-Karabach. Det fanns även frågetecken kring säkerheten för en armenisk delegation till Baku.